# 2Africa
2Africa — подводный коммуникационный кабель, который будет огибать Африку по Атлантическому и Индийскому океанам, Красному и Средиземному морям и соединит страны континента с Европой, Ближним Востоком и Южной Азией. Система будет включать 46 точек подключения в 33 странах. Длина 2Africa составит 45 тыс. километров, На момент запуска в эксплуатацию в 2023—2024 годах коммуникационный кабель станет самым длинным в мире, опередив SEA-ME-WE 3 (SMW3) протяженностью 39 тыс. км.
В мае 2019 года консорциум, в который вошли компания Meta (Facebook) и телеком-операторы China Mobile, Djibouti Telecom, MTN Global Connect, Orange, Saudi Telecom Company, Telecom Egypt, Vodafone и West Indian Ocean Cable Company (WIOCC), объявили о планах проложить подводную магистраль 2Africa длиной 37 тыс. км. Число новых абонентов в Африке и генерируемых ими трафик все последние годы стремительно росли. Анонс новой магистрали последовал вскоре после двух аварий на подводных кабелях в январе 2019 года, в результате которых страны южнее Сахары почувствовали замедление интернета. Изначальным проектом стоимостью около 1 млрд долларов была предусмотрена 21 точка подключения в 16 странах Африки. В августе 2021 года к 2Africa добавили 4 ответвления, чтобы расширить возможности подключения к Сейшельским и Коморским островам, Анголе и а также обеспечить новое подключение на юго-востоке Нигерии. В сентябре 2021 года проект 2Africa был расширен сетью 2Africa Pearls, включающей регион Персидского залива, Пакистан и Индии. Таким образом, проект вырос до 46 посадочных станций в 33 странах Африки, Азии и Европы, а длина кабеля достигла 45 тыс. км.
Генеральным подрядчиком строительства выступает компания Alcatel Submarine Networks (ASN). В коммуникационном кабеле будет использоваться представленная в 2019 году компанией ASN новая технология пространственного мультиплексирования с разделением SDM1 (Space Division Multiplexing), которая оптимизирует спектральную эффективность. 2Africa стал первым среди настолько крупным проектом, где в кабеле используется алюминиевый проводник вместо медного, что позволяет скоратитьперепады напряжения и в результате увеличить число волоконных пар в кабеле. В итоге вместо традиционных 8 волоконных пар в новом кабеле будет использоваться 16, что обеспечит пропускную способность до 180 Тбит/с — это больше, чем суммарная пропускная способность всех существующих кабельных систем, обслуживающих Африку на момент анонсирования проекта. Для повышения безопасности кабель закапывали на 50 % глубже, чем это делалось для большинства существующих подводных кабелей. Также трасса была проложена таким образом, чтобы обойти известные подводные опасные места.